# Sophie Evans
Zsofia Szabo, más conocida por Sophie Evans (Szeged; 20 de febrero de 1976), es una actriz pornográfica húngara retirada que reside en Barcelona. Ha aparecido en más de 320 películas entre películas originales y compilaciones.

## Biografía
En el FICEB (Festival Internacional de Cine Erótico de Barcelona) consiguió el premio del jurado a la "Mejor Actriz" en el 2001 y del público a la "Mejor Actriz" en el 2003. Ha realizado varias escenas con el actor porno estadounidense Lexington Steele. 
Estudió psicología en la Universidad de Budapest. Después trabajó como modelo de lencería. Más tarde, trabajó como bailarina de estriptis en Grecia y en Windsor (Canadá).
Con su amigo, el fotógrafo húngaro László Farkas, viaja a Barcelona y participa en el FICEB, donde conoce al director porno madrileño José María Ponce y a la empresaria encargada de la sala Bagdad de Barcelona, Juani de Lucía. Ambos le ofrecerían sus primeras oportunidades para empezar su carrera en el mundo de las películas porno. Esta conexión la llevaría a conocer a quien fue su marido desde 1998 a 2005, el actor porno catalán Toni Ribas, con el que se casó en Cornellá de Llobregat. Ambos trabajaron en algunas películas porno, donde realizaron escenas juntos.
Entre sus primeras películas porno destacan las colaboraciones que hizo en Salomé (Luca Damiano, 1997); La fiesta de Salomé (Luca Damiano, 1997); Perras callejeras (José María Ponce, 1998) y la secuela de esta última, Perras callejeras 2: La venganza de Johnny (José María Ponce, 1998).
También trabajó en Caspa Brothers: The movie (Frank Pinassa, 1998) en una escena rodada en el interior de un popular peep-show de La Rambla barcelonesa y colaboró en Goya: La maja desnuda (Joe D’Amato, 1998).
Posteriormente intervino en numerosas películas del polifacético director de porno catalán Conrad Son, como Nikitax: licencia para follar (1999), Hardtaxi (1999), La follera mayor (1999), La doncella caliente (1999) y  en una película porno filmada en catalán, Les exxcursionistes calentes (1999).
En el cine convencional, hizo un cameo en París-Tombuctú (Luis García Berlanga, 1999). En ese mismo año, se le galardona con el premio Pirate Girl of the year.
Ha intervenido en algunos sketchs de Four sex rooms (1999), y en Sexo en el diván (Dani Rodríguez, 2000), El hotel de la puta (Severino, 2000) y Vivir follando (José María Ponce, 2000).
También ha colaborado con su marido, Toni Ribas en numerosos films americanos como Smut #16 (Robert Madison, 1999) o Decadence (Andrew Blake, 2000). Fue la protagonista principal en Gothix (José María Ponce, 2000), donde encarnaba a la muerte junto a Laura Angel y Daniella Rush.

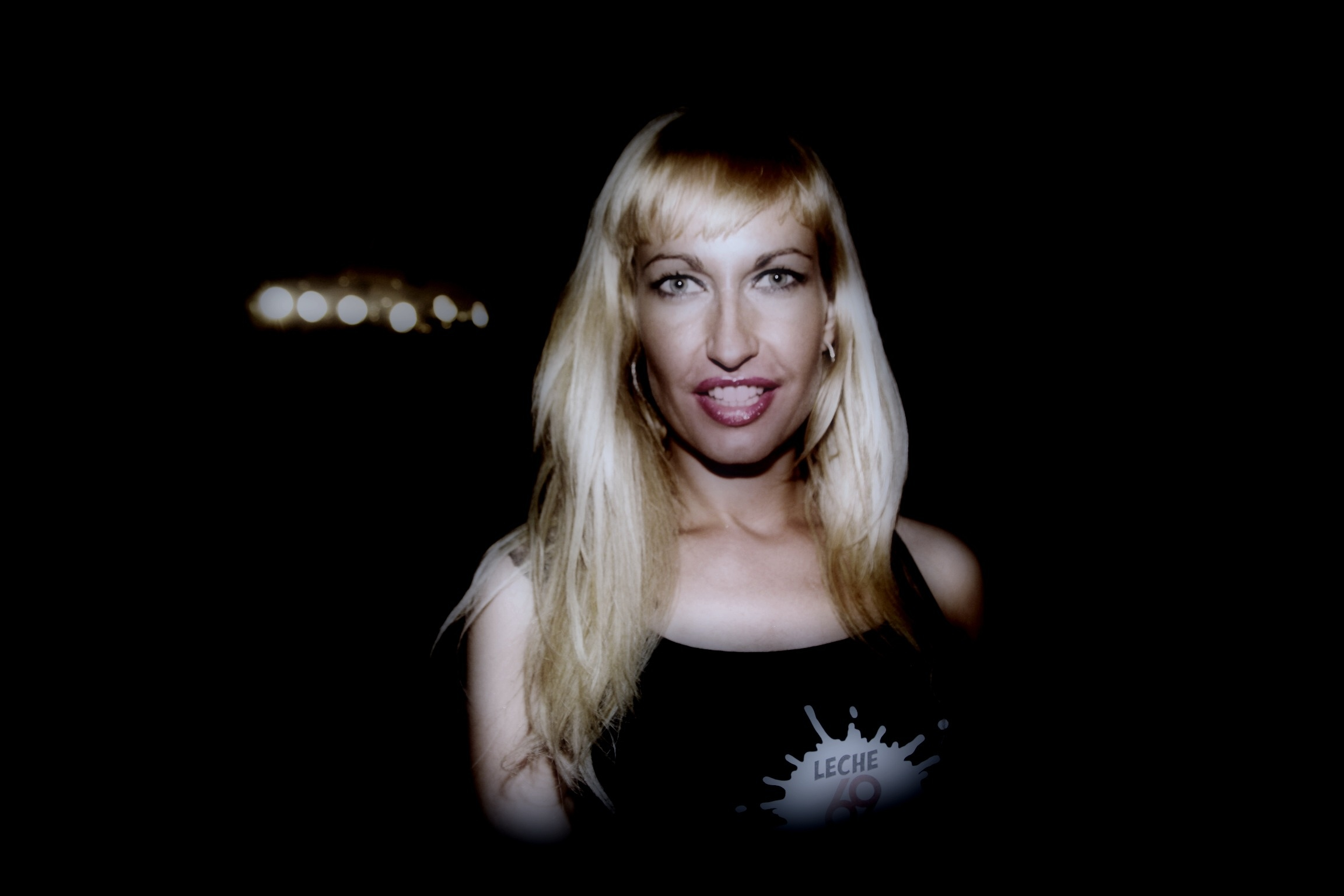
Sophie en 2010.

Sophie Evans ha trabajado también para Private en películas como Italian Flair (Antonio Adamo, 1999) y Fashion (Antonio Adamo, 2000) demostrando siempre sus habilidades de experta actriz porno y su entusiasmo por su trabajo. Uno de sus trabajos más destacados fue en la película Eve insane obsession (Antonio Adamo, 2001) una coproducción Private-Penthouse, que tiene una famosa escena sexual encima de una mesa de billar y un dominio absoluto del juego de la complicidad sobre el espectador, en le que la cámara tiene un papel fundamental en las escenas más morbosas. Otro trabajo destacable para Private fue Too many women for a man (Antonio Adamo, 2001).
También participó en los tres primeros capítulos de Pussyman’s International Butt Babes (David Christopher, 2000-2001), donde protagonizaba una escena de sexo anal con su compañero sentimental Toni Ribas en una piscina. Ha trabajado con el prestigioso maestro del porno, el italiano  Mario Salieri, con el que trabaja en  Divina (2001), una película en la que Sophie realizaba una doble penetración y una felación simultánea durante una orgía filmada en blanco y negro al final de la película. 
Ha colaborado en la empresa "Felinabcn" como recepcionista y en programas de Localia TV.
En mayo de 2011, fue por primera vez portada de la revista Interviú. En ese mismo mes, se estrenó la película convencional No lo llames amor... llámalo X, en la cual, tuvo un pequeño papel.
También fue modelo para la portada del CD Bad News de la banda barcelonesa de punk-rock R.A.I.D., editado por el sello Vain Skeleton Recordings en el año 2002.
Fue interpretada por la actriz Marina Gatell en Nacho, la serie dramática sobre la biografía del actor pornográfico Nacho Vidal.

## Premios
| Año  | Ceremonia  | Resultado | Premio                                   |
| ---- | ---------- | --------- | ---------------------------------------- |
| 2001 | FICEB      | Ganadora  | Mejor actriz                             |
| 2003 | AVN Awards | Nominada  | Foreign Female Performer of the Year     |
| 2003 | FICEB      | Ganadora  | Ninfa 2003 del público a la Mejor actriz |
| 2007 | FICEB      | Ganadora  | Ninfa a toda una carrera, 2006           |